# 范正明
范正明（1929年3月—2020年4月17日），男，湖南长沙人，中国湘剧剧作家，一级编剧，中国戏剧家协会理事，湖南省戏剧家协会原主席，湖南省文学艺术界联合会执行主席。